# ميرت آيتوج
ميرت آيتوج (بالتركية: Mert Aytuğ)‏ مواليد 19 ديسمبر 1984 في تركيا، هو متسابق دراجات نارية تركي. نافس في بطولة العالم للسوبرسبورت.